# Ottomar Johan Brander

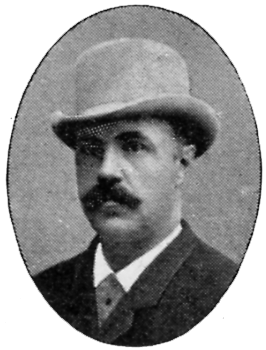
Ottomar Johan Brander.

Ottomar Johan Brander, född 3 februari 1838 i Stockholm, död 15 januari 1914 i Stockholm, var en svensk bildkonstnär, teckningslärare och officer. Han målade genremotiv, tecknade och gjorde akvareller.
Brander studerade vid Uppsala universitet 1855 och på Konstakademien i Stockholm 1863. Han blev underlöjtnant vid Värmlands fältjägarregemente 1860, löjtnant 1872, kapten 1880 och lämnade armén 1889. Han arbetade därefter som teckningslärare, först vid Eskilstuna läroverk, senare vid Kristinehamns läroverk och slutligen vid Västerås högre allmänna läroverk från 1878.
Brander medverkade bland annat i den stora konstutställningen i Sundsvall 1882. Hans konst består av genrebilder och porträtt i olja, akvarell och teckning som illustratör gav han ut ett flertal små album med skämtteckningar, dels anonymt eller under signaturerna O-r, JOB och OB.
Ottomar Johan Brander var son till kommissarien i kammarrätten Johan Brander och Eva Johanna Constantia Frunck och var från 1887 gift med Anna Margareta Elisabeth Isabella d'Ailly. Han är representerad vid Nationalmuseum samt i Västerås och Norrköpings konstmuseer.